# 洲本アルチザンスクエア

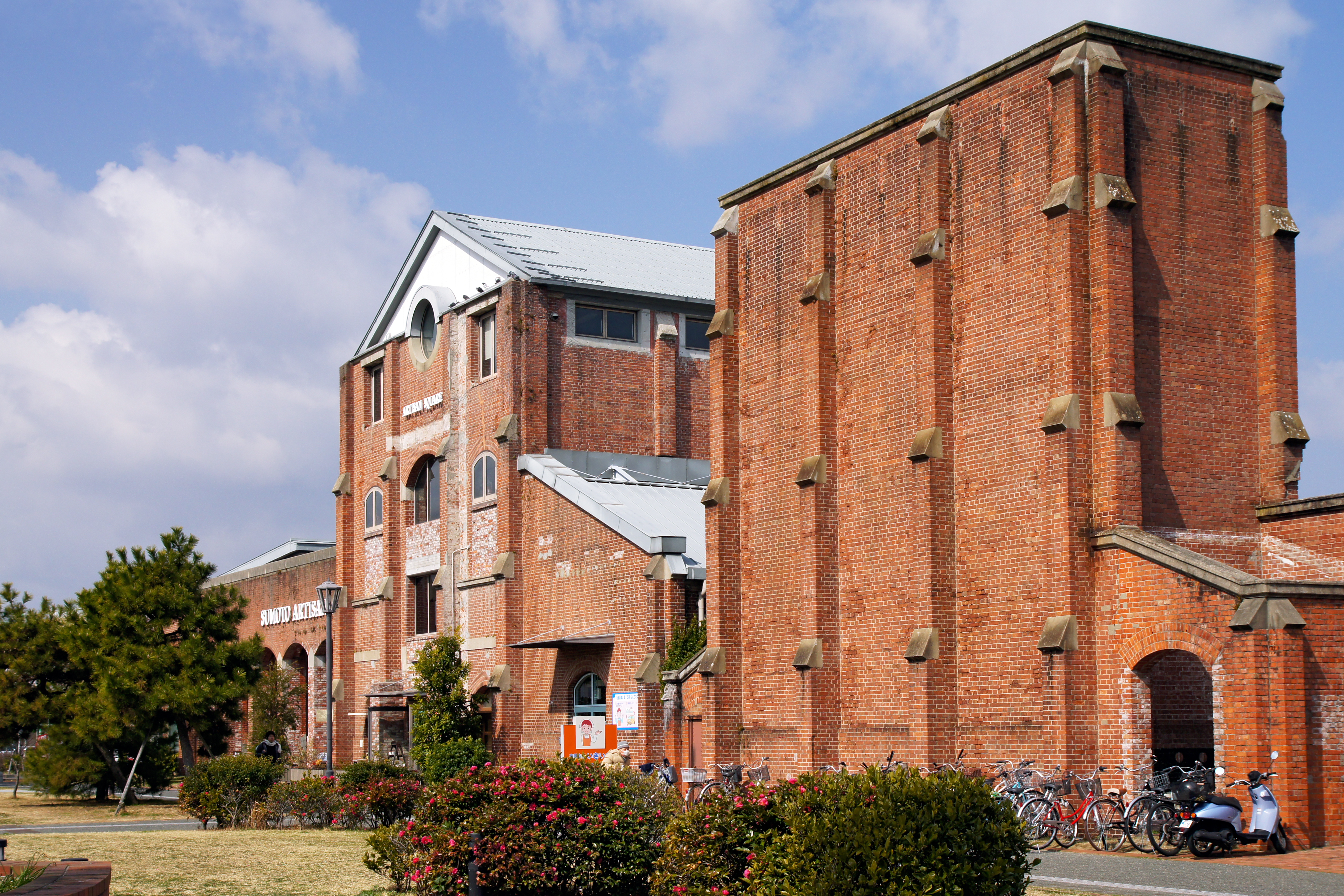
塵突。洲本図書館との境界を成す。

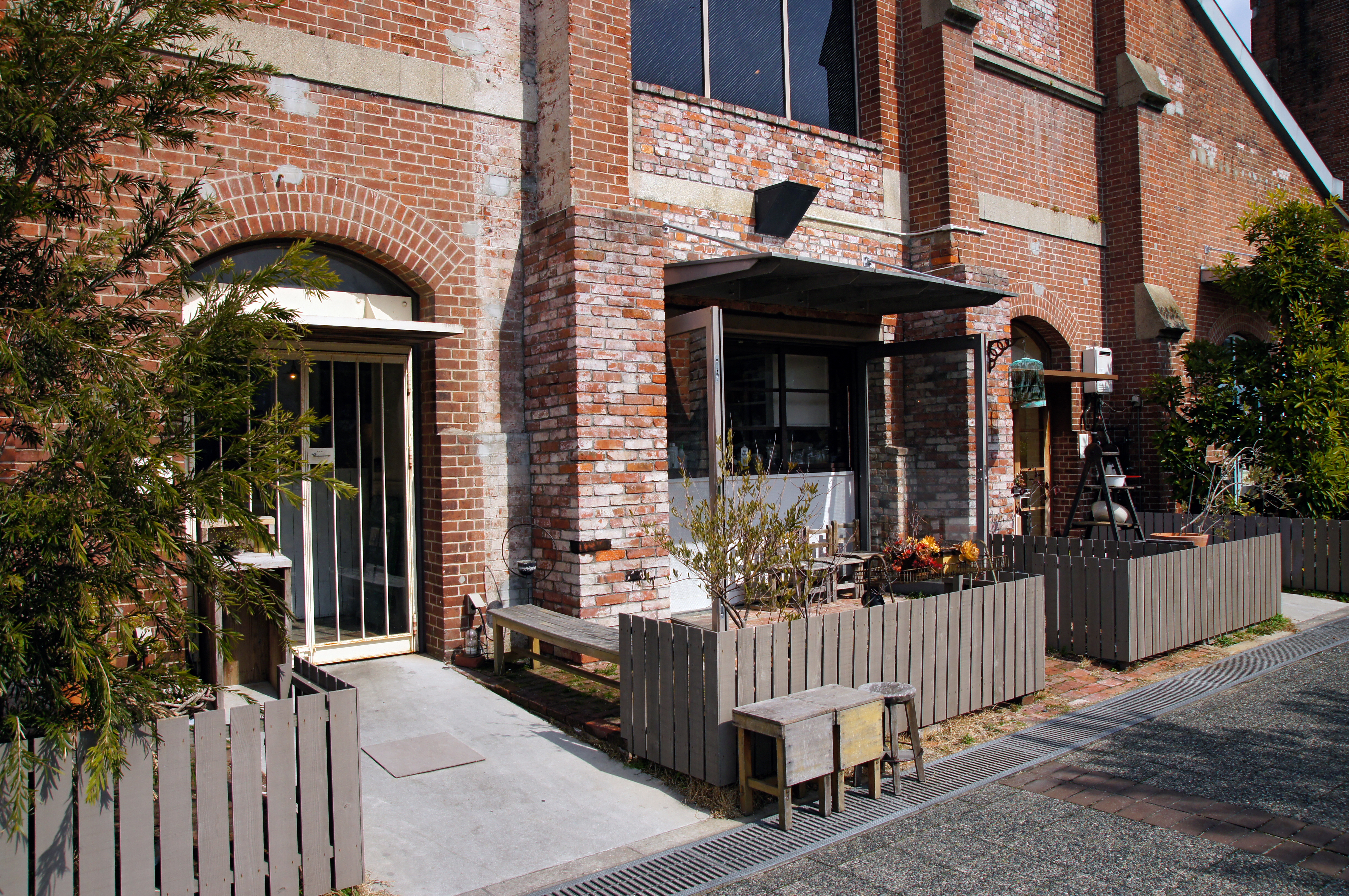
小空カフェ

洲本アルチザンスクエア（すもとアルチザンスクエア）は兵庫県洲本市新都心ゾーンの洲本市民広場にある都市型産業基盤施設、複合文化商業施設である。
基本となる建物は明治時代に建設された赤レンガ造の旧鐘紡洲本第二工場汽缶室で、経済産業省の近代化産業遺産に認定されている。

## 概要
近代日本における有数の紡績工場であり洲本の近代化を象徴する旧鐘紡洲本工場の赤レンガ建築群の保存と再生のために、20世紀末から21世紀初頭にかけてリノベーションされた施設の一つである。
当建築を含む第二工場は横河工務所の設計、竹中工務店の施工で、1909年（明治42年）に竣工した。
外壁はイギリス積みの煉瓦造、屋根は越屋根で、巨大な塵突を外観上の特徴としている。
これを積極的に保存修景して再利用し、同時に新築する4棟の隣接建築物との外観上の連続性・統一性と機能の連携を図る設計がなされている。洲本市の産業振興および創造と文化芸術を紹介することを目的とする施設であり、アトリエ、ギャラリー、レストラン、カフェなどがテナントとして入る。隣には同じ第二工場の赤レンガ建築を活用した洲本市立洲本図書館が設けられている。

## 主なテナント
- 洲本市民工房 - アトリエとギャラリーを備える。 文化講座や展覧会が開催される。
- 小空荘（小空カフェ）
- マウントブルー（衣料品店）
- スマホ堂淡路・洲本店（iPhoneの修理・アクセサリー販売）http://sumahodou-awaji.com/

## 交通アクセス
- 神戸舞子バスストップから高速バス「洲本バスセンター」行きで約50分、終点下車、徒歩3分
- 徳島駅から高速バス「洲本バスセンター」行きで約75分、終点下車、徒歩3分
- 洲本港 徒歩5分

## 周辺
- 洲本市民広場 - 洲本アルチザンスクエア、洲本市立洲本図書館、淡路ごちそう館御食国、旧鐘紡洲本工場原綿倉庫
- 洲本健康福祉館（徒歩1分）
- 洲本市文化体育館（徒歩3分）
- 兵庫県立淡路医療センター（徒歩3分）
- 洲本温泉、大浜海岸（徒歩6分）